# ГЕС Шолаяр
ГЕС Шолаяр — гідроелектростанція на півдні Індії у штаті Керала. Знаходячись між ГЕС Шолаяр II та ГЕС Poringalkuthu, входить до складу гідровузла у сточищі річки Чалакуді, яка дренує західний схил Західних Гатів та приєднується праворуч до Періяр неподалік від впадіння останньої у Лаккадівське море північніше Кочі.
Ресурс для роботи станції накопичується у сховищі греблі Шолаяр, яка перекриває однойменну річку (лівий витік Чалакуді) нижче від Верхньої Шолаярської греблі (обслуговує згадану вище ГЕС Шолаяр II та дериваційну ГЕС Шолаяр I). Комбінована земляна та мурована споруда має висоту 66 метрів, довжину 430 метрів та потребувала 300 тис. м3 матеріалу. Разом з бічною греблею (висота 19 метрів, довжина 109 метрів, об'єм 18 тис. м3) вона утримує водойму з площею поверхні 8,7 км2 та корисним об'ємом 149 млн м3, в якій можливе коливання рівня поверхні в операційному режимі між позначками 779 та 812 метрів НРМ.
Зі сховища ресурс подається по тунелю довжиною 0,7 км, прокладеному під водорозділом між Шолаяр та розташованою південніше долиною річки Анакаям (ліва притока Чалакуді). Тунель переходить у напірні водоводи діаметром 1,4 метра, які подають воду до машинного залу. Останній обладнали трьома турбінами Френсіс потужністю по 18 МВт, що при напорі від 282 до 325 метрів забезпечують виробництво 233 млн кВт-год електроенергії на рік.
Відпрацьований ресурс потрапляє через Анакаям до водосховища греблі Poringalkuthu, з якого у випадку переповнення може передаватись на південь до сховища ГЕС Ідамалаяр.
Видача продукції відбувається по ЛЕП, розрахованих на роботу під напругою 110 кВ.